# Námořní akademie Spojených států amerických
Námořní akademie Spojených států amerických (anglicky United States Naval Academy) je vysoká škola, která byla založena v Annapolisu ve státě Maryland roku 1845. Studuje zde zhruba 4600 budoucích důstojníků vojenského námořnictva.
Mimo Námořní akademii v Annapolisu disponují USA dalšími čtyřmi akademiemi, vojenskou (United States Military Academy) ve West Pointu, leteckou (United States Air Force Academy) v Colorado Springs, pro pobřežní stráž (United States Coast Guard Academy) v New Londonu a pro obchodní loďstvo (United States Merchant Marine Academy) v Kings Pointu.

## Historie
Americké námořnictvo založil Kontinentální kongres ve Filadelfii (Continental Congres) 13. října 1775. Vojenská jednotka byla pojmenována Continental Navy a založena, aby pomáhala americkým kolonistům v boji s britskou správou Severní Ameriky (americká válka za nezávislost).
O 70 let později byla založena Námořní akademie USA s cílem vyškolit dostatečné množství námořních důstojníků.